# Nigemizu
„Nigemizu” (jap. 逃げ水) – osiemnasty singel japońskiego zespołu Nogizaka46, wydany w Japonii 9 sierpnia 2017 roku przez N46Div..
Singel został wydany w pięciu edycjach: regularnej (CD) i czterech limitowanych CD+DVD (Type-A, Type-B, Type-C, Type-D). Osiągnął 1 pozycję w rankingu Oricon i pozostał na liście przez 58 tygodni. Zdobył status płyty Milion.

## Lista utworów
Wszystkie utwory zostały napisane przez Yasushiego Akimoto.

### Type-A
| CD | CD                                                                         | CD             | CD                 | CD      |
| Nr | Tytuł utworu                                                               | Kompozycja     | Aranżacja          | Długość |
| -- | -------------------------------------------------------------------------- | -------------- | ------------------ | ------- |
| 1. | „Nigemizu” (jap. 逃げ水)                                                   | Yōhei Tanimura | Yōhei Tanimura     | 5:07    |
| 2. | „Onna wa hitori ja nemurenai” (jap. 女は一人じゃ眠れない)                  | Makoto Ogata   | Kōichirō Takahashi | 4:00    |
| 3. | „Hitonatsu no nagasa yori...” (jap. ひと夏の長さより…)                     | aokado         | aokado             | 4:33    |
| 4. | „Nigemizu” (jap. 逃げ水) (off vocal ver.)                                  | Yōhei Tanimura | Yōhei Tanimura     | 5:07    |
| 5. | „Onna wa hitori ja nemurenai” (jap. 女は一人じゃ眠れない) (off vocal ver.) | Makoto Ogata   | Kōichirō Takahashi | 4:00    |
| 6. | „Hitonatsu no nagasa yori...” (jap. ひと夏の長さより…) (off vocal ver.)    | aokado         | aokado             | 4:33    |

| DVD | DVD                                                                     | DVD     |
| Nr  | Tytuł utworu                                                            | Długość |
| --- | ----------------------------------------------------------------------- | ------- |
| 1.  | „Nigemizu” (jap. 逃げ水) (Music Video)                                  | 7:14    |
| 2.  | „Onna wa hitori ja nemurenai” (jap. 女は一人じゃ眠れない) (Music Video) | 5:01    |
| 3.  | „Nogi koi Real 2016 – Zenpen” (jap. 乃木恋リアル2016 前編)              |         |

### Type-B
| CD | CD                                                                         | CD               | CD                 | CD      |
| Nr | Tytuł utworu                                                               | Kompozycja       | Aranżacja          | Długość |
| -- | -------------------------------------------------------------------------- | ---------------- | ------------------ | ------- |
| 1. | „Nigemizu” (jap. 逃げ水)                                                   | Yōhei Tanimura   | Yōhei Tanimura     | 5:07    |
| 2. | „Onna wa hitori ja nemurenai” (jap. 女は一人じゃ眠れない)                  | Makoto Ogata     | Kōichirō Takahashi | 4:00    |
| 3. | „Under” (jap. アンダー)                                                    | Tōru Shiratsuchi | Naoki Endō         | 4:11    |
| 4. | „Nigemizu” (jap. 逃げ水) (off vocal ver.)                                  | Yōhei Tanimura   | Yōhei Tanimura     | 5:07    |
| 5. | „Onna wa hitori ja nemurenai” (jap. 女は一人じゃ眠れない) (off vocal ver.) | Makoto Ogata     | Kōichirō Takahashi | 4:00    |
| 6. | „Under” (jap. アンダー) (off vocal ver.)                                   | Tōru Shiratsuchi | Naoki Endō         | 4:11    |

| DVD | DVD                                                       | DVD     |
| Nr  | Tytuł utworu                                              | Długość |
| --- | --------------------------------------------------------- | ------- |
| 1.  | „Nigemizu” (jap. 逃げ水) (Music Video)                    | 7:14    |
| 2.  | „Under” (jap. アンダー) (Music Video)                     | 5:01    |
| 3.  | „Nogi koi Real 2016 – Kōhen” (jap. 乃木恋リアル2016 後編) |         |

### Type-C
| CD | CD                                                                         | CD             | CD                 | CD      |
| Nr | Tytuł utworu                                                               | Kompozycja     | Aranżacja          | Długość |
| -- | -------------------------------------------------------------------------- | -------------- | ------------------ | ------- |
| 1. | „Nigemizu” (jap. 逃げ水)                                                   | Yōhei Tanimura | Yōhei Tanimura     | 5:07    |
| 2. | „Onna wa hitori ja nemurenai” (jap. 女は一人じゃ眠れない)                  | Makoto Ogata   | Kōichirō Takahashi | 4:00    |
| 3. | „Live kami” (jap. ライブ神)                                                | SaSA           | SaSA               | 4:26    |
| 4. | „Nigemizu” (jap. 逃げ水) (off vocal ver.)                                  | Yōhei Tanimura | Yōhei Tanimura     | 5:07    |
| 5. | „Onna wa hitori ja nemurenai” (jap. 女は一人じゃ眠れない) (off vocal ver.) | Makoto Ogata   | Kōichirō Takahashi | 4:00    |
| 6. | „Live kami” (jap. ライブ神) (off vocal ver.)                               | SaSA           | SaSA               | 4:26    |

| DVD | DVD                                                                                       | DVD     |
| Nr  | Tytuł utworu                                                                              | Długość |
| --- | ----------------------------------------------------------------------------------------- | ------- |
| 1.  | „Nigemizu” (jap. 逃げ水) (Music Video)                                                    | 7:14    |
| 2.  | „Live kami” (jap. ライブ神) (Music Video)                                                 | 4:48    |
| 3.  | „Tottedashi! Jingū Live Making 2-kisei-hen” (jap. 撮って出し!神宮ライブメイキング2期生編) |         |

### Type-D
| CD | CD                                                                         | CD             | CD                 | CD      |
| Nr | Tytuł utworu                                                               | Kompozycja     | Aranżacja          | Długość |
| -- | -------------------------------------------------------------------------- | -------------- | ------------------ | ------- |
| 1. | „Nigemizu” (jap. 逃げ水)                                                   | Yōhei Tanimura | Yōhei Tanimura     | 5:07    |
| 2. | „Onna wa hitori ja nemurenai” (jap. 女は一人じゃ眠れない)                  | Makoto Ogata   | Kōichirō Takahashi | 4:00    |
| 3. | „Mirai no kotae” (jap. 未来の答え)                                         | Yūsuke Itagaki | Yūsuke Itagaki     | 5:23    |
| 4. | „Nigemizu” (jap. 逃げ水) (off vocal ver.)                                  | Yōhei Tanimura | Yōhei Tanimura     | 5:07    |
| 5. | „Onna wa hitori ja nemurenai” (jap. 女は一人じゃ眠れない) (off vocal ver.) | Makoto Ogata   | Kōichirō Takahashi | 4:00    |
| 6. | „Mirai no kotae” (jap. 未来の答え) (off vocal ver.)                        | Yūsuke Itagaki | Yūsuke Itagaki     | 5:23    |

| DVD | DVD                                                                                                | DVD     |
| Nr  | Tytuł utworu                                                                                       | Długość |
| --- | -------------------------------------------------------------------------------------------------- | ------- |
| 1.  | „Nigemizu” (jap. 逃げ水) (Music Video)                                                             | 7:14    |
| 2.  | „Live kami” (jap. ライブ神) (Music Video)                                                          | 4:48    |
| 3.  | „Tottedashi! Jingū Live & MV Making 3-kisei-hen” (jap. 撮って出し！神宮ライブ&MVメイキング3期生編) |         |

### Edycja regularna
| CD | CD                                                                          | CD             | CD                 | CD      |
| Nr | Tytuł utworu                                                                | Kompozycja     | Aranżacja          | Długość |
| -- | --------------------------------------------------------------------------- | -------------- | ------------------ | ------- |
| 1. | „Nigemizu” (jap. 逃げ水)                                                    | Yōhei Tanimura | Yōhei Tanimura     | 5:07    |
| 2. | „Onna wa hitori ja nemurenai” (jap. 女は一人じゃ眠れない)                   | Makoto Ogata   | Kōichirō Takahashi | 4:00    |
| 3. | „Naitatte ii ja nai ka?” (jap. 泣いたっていいじゃないか？)                  | K-WONDER, SAS3 | Naoki Endō         | 4:31    |
| 4. | „Nigemizu” (jap. 逃げ水) (off vocal ver.)                                   | Yōhei Tanimura | Yōhei Tanimura     | 5:07    |
| 5. | „Onna wa hitori ja nemurenai” (jap. 女は一人じゃ眠れない) (off vocal ver.)  | Makoto Ogata   | Kōichirō Takahashi | 4:00    |
| 6. | „Naitatte ii ja nai ka?” (jap. 泣いたっていいじゃないか？) (off vocal ver.) | K-WONDER, SAS3 | Naoki Endō         | 4:31    |

## Skład zespołu
| „Nigemizu” |
| --- |
| - 1. gen.: Manatsu Akimoto, Erika Ikuta, Rina Ikoma, Marika Itō, Sayuri Inoue, Misa Etō, Asuka Saitō, Reika Sakurai, Mai Shiraishi, Kazumi Takayama, Nanase Nishino, Minami Hoshino, Sayuri Matsumura, Yumi Wakatsuki - 2. gen.: Mai Shinuchi, Miona Hori - 3. gen.: Momoko Ōzono (środek), Yūki Yoda (środek) |

| „Onna wa hitori ja nemurenai” |
| --- |
| - 1. gen.: Manatsu Akimoto, Erika Ikuta, Rina Ikoma, Marika Itō, Sayuri Inoue, Misa Etō, Asuka Saitō, Reika Sakurai, Mai Shiraishi, Kazumi Takayama, Nanase Nishino, Minami Hoshino, Sayuri Matsumura, Yumi Wakatsuki - 2. gen.: Mai Shinuchi, Miona Hori - 3. gen.: Momoko Ōzono (środek), Yūki Yoda (środek) |

| „Hitonatsu no nagasa yori...” |
| --- |
| - 1. gen.: Manatsu Akimoto, Erika Ikuta, Rina Ikoma, Marika Itō, Sayuri Inoue, Misa Etō, Asuka Saitō, Reika Sakurai, Mai Shiraishi, Kazumi Takayama, Nanase Nishino, Minami Hoshino, Sayuri Matsumura, Yumi Wakatsuki - 2. gen.: Mai Shinuchi, Miona Hori - 3. gen.: Momoko Ōzono (środek), Yūki Yoda (środek) |

| „Under” |
| --- |
| - 1. gen.: Hina Kawago, Mahiro Kawamura, Chiharu Saitō, Yūri Saitō, Kana Nakada, Himeka Nakamoto (środek), Ami Nōjo, Hina Higuchi, Maaya Wada - 2. gen.: Karin Itō, Junna Itō, Hinako Kitano (środek), Iori Sagara, Kotoko Sasaki, Ayane Suzuki, Ranze Terada, Rena Yamazaki, Miria Watanabe |

| „Live kami” |
| --- |
| Piosenka została wykonywana przez wszystkie członkinie drugiej generacji w momencie wydania. - 2. gen.: Karin Itō, Junna Itō, Hinako Kitano, Iori Sagara, Kotoko Sasaki, Mai Shinuchi, Ayane Suzuki, Ranze Terada, Miona Hori (środek), Rena Yamazaki, Miria Watanabe |

| „Mirai no kotae” |
| --- |
| Piosenka została wykonywana przez wszystkie członkinie trzeciej generacji w momencie wydania. - 3. gen.: Riria Itō, Renka Iwamoto, Minami Umezawa, Momoko Ōzono, Shiori Kubo (środek), Tamami Sakaguchi, Kaede Satō, Reno Nakamura, Hazuki Mukai, Mizuki Yamashita (środek), Ayano Christie Yoshida, Yūki Yoda |

| „Naitatte ii ja nai ka?” |
| --- |
| - 1. gen.: Manatsu Akimoto, Erika Ikuta, Rina Ikoma, Marika Itō, Sayuri Inoue, Misa Etō, Asuka Saitō, Reika Sakurai, Mai Shiraishi, Kazumi Takayama (środek), Nanase Nishino, Minami Hoshino, Sayuri Matsumura, Yumi Wakatsuki - 2. gen.: Mai Shinuchi, Miona Hori - 3. gen.: Momoko Ōzono, Yūki Yoda |

## Notowania
| Lista                             | Pozycja |
| --------------------------------- | ------- |
| Oricon Weekly Singles Chart       | 1       |
| Oricon Yearly Singles Chart       | 5       |
| Billboard Japan Hot 100           | 1       |
| Billboard Japan Hot Singles Sales | 1       |

## Sprzedaż
| Dane wg         | Sprzedaż   |
| --------------- | ---------- |
| Oricon          | 1 066 674  |
| Billboard Japan | 1 199 674+ |